# HMS Rattler (1843)
HMS Rattler – brytyjski slup z połowy XIX wieku, pierwszy zbudowany okręt na świecie z maszyną parową napędzającą śrubę.

## Tło historyczne
Pierwsze znane pomysły użycia śruby do napędu statku pochodzą z 1802, kiedy Edwart Shorter opatentował ręcznie napędzaną śrubę, zaznaczając, że odpowiednio zaprojektowany silnik parowy byłby znacznie użyteczniejszy do tego celu. Niezależnie od niego śrubę napędową zaprojektował Edward Lyon Berthon po przykrym dla niego doświadczeniu: 28 czerwca 1834 w czasie rejsu po Jeziorze Genewskim podczas miesiąca miodowego jego szkicownik został zalany wodą z koła łopatkowego przepływającego obok statku. Berthon wysłał swój projekt do Admiralicji Royal Navy, która odrzuciła jego pomysł jako niepraktyczną zabawkę.
Śruba została ponownie niezależnie wynaleziona przez Francisa Pettita Smitha (który był jednym z głównych projektantów „Archimedesa”), tym razem jednak Admiralicja wykazała zainteresowanie tą nowinką. Użycie kół łopatkowych na okrętach wojennych niosło ze sobą dwie poważne wady – osłabienie salwy burtowej oraz łatwość ich uszkodzenia w czasie wymiany ognia. Śruba okrętowa całkowicie eliminowała te problemy, mimo to oficjele Admiralicji nie byli przekonani, czy śruba będzie w stanie zapewnić tak dobry napęd jak koło łopatkowe. Ostatecznie w 1842 zdecydowano się na przebudowanie powstającego wówczas w Sheerness slupa HMS „Ardent” na napęd śrubowy, został wodowany już jako HMS „Rattler” 12 kwietnia 1843 i wszedł do służby 12 grudnia 1844 pod dowództwem Commandera Henry’ego Smitha.
„Rattler” był pierwszym zwodowanym okrętem ze śrubą napędzaną maszyną parową, jednakże amerykański USS „Princeton” był wodowany po nim, ale wszedł do służby znacznie wcześniej. 

## Opis konstrukcji
„Rattler” był slupem o drewnianej konstrukcji o długości 53,8 m, szerokości 10 m i zanurzeniu 3,6 m, o wyporności 1112 ton. Uzbrojony był w cztery karonady 32-funtowe i jedną długolufową armatę 68-funtową. Jednostkę napędową stanowiły dwa dwucylindrowe silniki parowe o średnicy cylindra 40 cali i skoku 48 cali, każdy o mocy 100 KM, zaprojektowane przez Henry’ego Maudslaya, Isambarda Brunela i Francisa Smitha. W czasie dwóch serii prób odbywających się od 30 października 1843 do 16 listopada 1843 i od lutego 1844 do stycznia 1845 wypróbowano 32 śruby różnej wielkości (o średnicy od 9 do ponad 10 stóp, długości od 1,17 do 4,25 stóp), skoku i kształtu, o dwóch, trzech i czterech łopatach – ostatecznie do napędu okrętu wybrano dwułopatową śrubę projektu Smitha o średnicy 10 stóp i 1 cala, i długości 1 stopy i 3 cali.

## Próby z Alecto
Próby szybkości przeprowadzone w 1840 w formie zawodów pomiędzy „Archimedesem” a czterema bocznokołowcami („Ariel”, „Beaver”, „Swallow”, „Widgeon”), w których „Archimedes” wygrał sześć z dziewięciu rejsów, przekonały Admiralicję do praktycznego użycia śruby, ale jeszcze w czasie konstrukcji „Rattlera” postanowiono przeprowadzić bezpośrednie próby pomiędzy okrętami o podobnej wielkości i silnikach tej samej mocy. Wodowany w 1839 HMS „Alecto” miał podobną wyporność co „Rattler”, te same silniki, ale do napędu używał bocznych kół łopatkowych.
Począwszy od 30 marca 1845 przeprowadzono 12 różnego rodzaju prób pomiędzy tymi dwoma okrętami. Sześć pierwszych przeprowadzono na morzu, pod żaglami i bez żagli, w różnych warunkach pogodowych na dystansie 60 mil, wszystkie z nich zostały wygrane przez „Rattlera”. W czasie siódmego testu „Rattler” został użyty do holowania „Alecto”, osiągając przy tym prędkość siedmiu węzłów, w ósmej próbie „Alecto” holował „Rattlera” z prędkością nieco ponad sześciu węzłów.
Dziewiąty test, najsłynniejsza i najbardziej efektowna próba, miał miejsce 4 kwietnia. Rufy „Alecto” i „Rattlera” połączono grubą liną, aby okręty bezpośrednio zmierzyły się siłami w „przeciąganiu liny”. Początkowo przewagę uzyskał „Alecto”, który zaczął przeciągać „Rattlera” z prędkością ok. dwóch węzłów, ale na początku próby załodze „Rattlera” nie udało się osiągnąć jeszcze pełnej mocy silnika. Po pięciu minutach ciśnienie pary w silnikach „Rattlera” wreszcie wzrosło na tyle, że osiągnął on wyraźną przewagę i zaczął ciągnąć „Alecto” z prędkością 2,8 węzła. Spektakularny, przeprowadzony publicznie test był szeroko komentowany w ówczesnych mediach jako przekonywający dowód wyższości śruby nad kołem łopatkowym; powszechnie uważa się, że dopiero ten eksperyment przekonał Admiralicję do użycia napędu śrubowego w okrętach wojennych, choć w rzeczywistości już przed testem zamówiono kilka fregat i mniejszych okrętów o napędzie śrubowym. O ile „Rattler” wykazał przewagę nad „Alecto” w sposób wydawałoby się jednoznaczny, to późniejsza analiza eksperymentów wykazała, że silniki „Alecto” w żadnej z prób nie osiągnęły pełnej mocy.
Przeprowadzono jeszcze trzy inne próby, ostatnią z nich, która trwała ponad siedem godzin, płynąc pod wiatr i przy dużej fali, wygrał minimalnie „Alecto”, ale w tym przypadku z powodu deszczu i wysokiej fali załoga „Rattlera” była zmuszona wygasić niektóre kotły, aby ochronić je przed zalaniem wodą.

## Dalsza służba
Na początku maja 1845 w próbach prędkości „Rattler” pokonał bocznokołowiec HMS „Vesuvius”. 17 maja wraz z parowcem „Monkey” odholował z Woolwich na Orkady okręty HMS „Erebus” i HMS „Terror” przygotowujące się do wyprawy arktycznej. W czerwcu 1846 „Rattler” dołączył do Experimental Squadron („Eskadry eksperymentalnej”) Royal Navy, w grudniu tego roku wraz z Squadron of Evolution wyruszył w podróż do Gibraltaru, holując przy tym HMS „Superb”. Powracając do Anglii, okręt odwiedził jeszcze Lizbonę i Amerykę Południową, po czym 13 września 1847 został wycofany do rezerwy. Ponownie wszedł do służby 12 lutego 1849 pod dowództwem kapitana Arthura Cumminga, patrolował głównie zachodnie wybrzeże Afryki, 30 października zdobył brazylijską brygantynę „Alepide” przewożącą niewolników.
4 lipca 1855 wraz z HMS „Eaglet” i USS „Powhatan” wziął udział w bitwie pod Da Ao (kantoński: Tai O), koło wioski nad zatoką o tej samej nazwie w północno-zachodniej części Lantau, blisko Hongkongu, walcząc z chińskimi piratami.
W późniejszym czasie „Rattler” służył jeszcze w Afryce i Azji Południowej, biorąc udział między innymi w drugiej wojnie brytyjsko-birmańskiej. Ostatecznie wycofany ze służby 17 maja 1856 i rozebrany w listopadzie 1856.